# Alpi di Carinzia e di Slovenia
Le Alpi di Carinzia e di Slovenia sono una sezione delle Alpi, interessando Austria (Carinzia) e Slovenia, e in parte anche l'Italia (Friuli-Venezia Giulia). Secondo la classificazione SOIUSA, appartengono al settore delle Alpi Sud-orientali, con la vetta più alta rappresentata dal Grintovec (2558 m).

## Suddivisione
Si possono suddividere in due sottosezioni e sei supergruppi:
- Caravanche
  - Caravanche Occidentali
  - Caravanche Settentrionali
  - Caravanche Orientali
- Alpi di Kamnik e della Savinja
  - Catena dello Storžic
  - Catena Mrzla gora-Grintovec-Ojstrica
  - Catena Raduha-Golte-Rogatec-Menina